# Gökhöjden
Gökhöjden is een plaats in de gemeente Karlstad in het landschap Värmland en de provincie Värmlands län in Zweden. De plaats heeft 115 inwoners (2005) en een oppervlakte van 10 hectare.